# Allorchestes rickeri
Allorchestes rickeri är en kräftdjursart som beskrevs av Hendrycks och Edward Lloyd Bousfield 200. Allorchestes rickeri ingår i släktet Allorchestes och familjen Hyalellidae. Inga underarter finns listade i Catalogue of Life.